# Международный альянс интеллектуальной собственности
Международный альянс интеллектуальной собственности англ. International Intellectual Property Alliance (IIPA) — коалиция частного сектора, основанная в 1984 для представления авторско-правовых отраслей производства в правительстве США, а также для работ по улучшению международной защиты материалов, защищённых авторским правом.
В альянс входит семь торговых ассоциаций, каждая из которых представляет значительный сегмент авторско-правового общества США.
Эти ассоциации-члены представляют более 1900 американских компаний, производящих и распространяющих материалы, защищённые законами об авторском праве во всем мире:
- деловое программное обеспечение (операционные системы, программное обеспечение для Интернета, браузеры, поисковые системы, офисное программное обеспечение, программное обеспечение для управления базами данных, программное обеспечение для зелёных технологий, программного обеспечения для безопасности, и мобильные технологии);
- развлекательное программное обеспечение (интерактивные игры для игровых консолей, мобильных устройств, персональных компьютеров и Интернета);
- театральные фильмы, телепередачи, домашнее видео и цифровое представление аудиовизуальных произведений;
- музыкальные композиции, записанная музыка;
- учебники, книги, справочные и профессиональные изданиях и журналы, как на печатных, так и на электронных носителях.

## Дочерние группы
- Альянс независимого кино и телевидения (IFTA)
- Американская ассоциация кинокомпаний (MPAA)
- Национальная ассоциация музыкальных издателей (NMPA)
- Американская ассоциация звукозаписывающих компаний (RIAA)
- Ассоциация американских издателей (AAP)
- Business Software Alliance
- Entertainment Software Association